# Under A Dark Sky
Under A Dark Sky е прогресив рок албум на Ули Джон Рот с участието на Марк Боулс и Лиз Вандал като вокалисти. Това е първият от дългоочаквания цикъл албуми Симфонични легенди.